# 格拉雅乌
格拉雅乌是巴西马拉尼昂州的一个市镇。总面积7407.824平方公里，总人口54441人，人口密度7.3人/平方公里。